# Giovanni Battista Belletti
Giovanni Battista Belletti (ur. 17 lutego 1813 w Sarzanie, zm. 27 grudnia 1890 tamże) – włoski śpiewak operowy, baryton.

## Życiorys
Studiował we Włoszech, następnie wyjechał od Szwecji. Debiutował w 1837 roku w Sztokholmie jako Figaro w Cyruliku sewilskim. Występował u boku sopranistki Jenny Lind, z którą koncertował w Stanach Zjednoczonych. Zaliczany do największych barytonów XIX wieku, ceniony był szczególnie za kreacje w operach Giacomo Meyerbeera.